# ランドスケープの維持管理

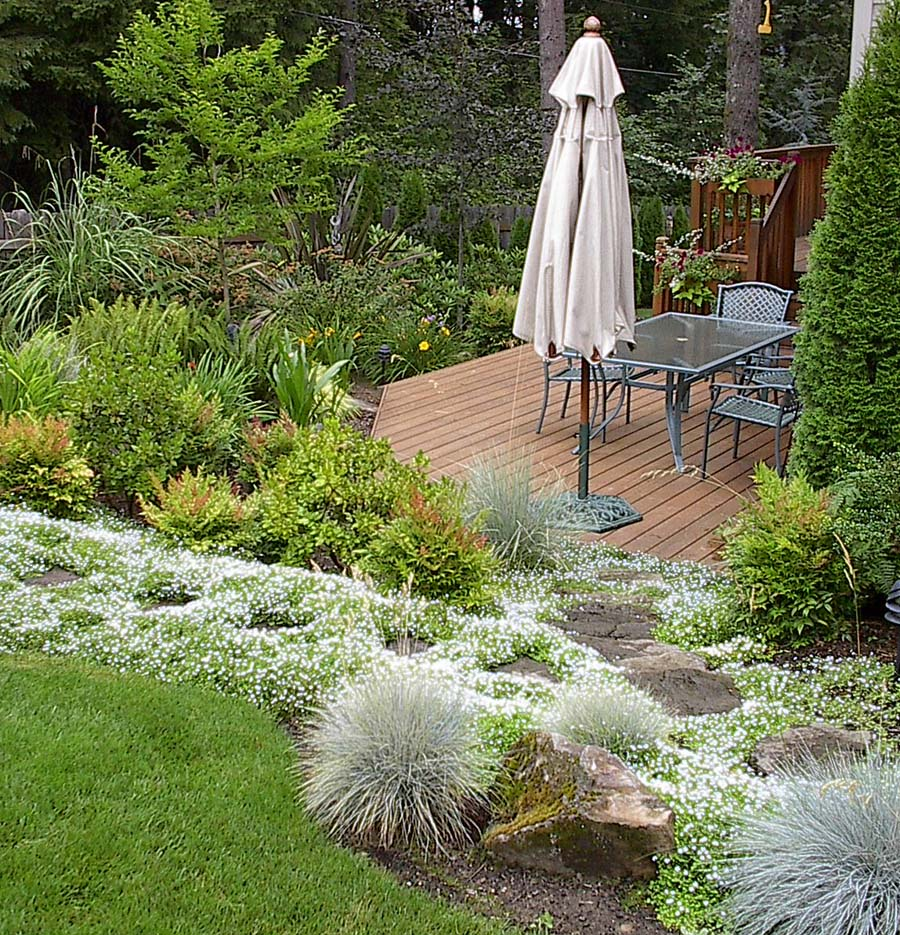
オレゴン州 ビーバートンからの維持管理される景の一例

ランドスケープの維持管理（ランドスケープのいじかんり、英:Landscape maintenance、またはグラウンドキーピング）は、通常は庭園、お庭、公園、施設内または敷地内造園緑地でその景観を健康的、清潔、安全かつ魅力的に保つという技芸術、職業。

## 概説
用具、物資、知識、肉体的な努力と技能で１年を通じて植え付けと収穫、定期的な除草と施肥、他園芸、芝生の手入れ、 除雪、私道と小道の整備、樹木剪定、トピアリー管理、照明維持、表土、植物および庭の調度品保護並びに外構、水まわりの手入れ、排水維持および灌漑、その他の仕事をこなす。 
グラウンドキーパーは野生動物（含む鳥 、げっ歯類、爬虫類、昆虫および国内の動物やペット）および庭園ならばまた鯉の池などエキゾチックな動物を含むように設計されている場合もあるので誘致や希望や必要に応じてそれらを撃退するための手段を生み出し維持していく。 
大規模農園では、グラウンドキーパーが野生動物の生息地の提供と維持に責任を負う可能性がある。 
ランドスケープの管理には、おおまかに分類すると維持管理、育成管理、そしてパークマネジメントなどの運営管理がある。
維持管理
造園の質を一定に維持していくことで、一般の語ではメインテナンス(maintenance)の側面であり、造園では手入れと言われる側面でもあるが、どちらかというと規模の小さい住宅庭園に適用されている管理のあり方に近い。
植物では生垣や芝生のように一定の質を維持することが望まれるものがある。また、造園構築物のように、保全·修理を通じての維持管理もある。
風景の維持管理という視点からみると、景観破壊等は取り返しがつかないとして断念せず、それはいずれ元に戻すという長期的視点に立つこともできる。
この側面で特に重要なのは文化財的な造園である歴史的名園などの維持管理においてで、その技能の継承という問題が大きい。また、その借景や、さらに歴史的風景、名勝の問題になると、文化に対する一般的意識が問われることになる。
育成管理
いったん造られた庭園や公園を固定的でなく成長し、増価していく質とみる側面である。土木や建築のように、一般的には変化は減価という面でしか起こらないのと違って、逆に価値が増していくのが造園の特長である。このことは理解しやすいのであるが、これまではあまり真剣に議論されもせず、実践されもしなかった。その理由は、この方向に一歩踏み出そうとするならば、従来の造園の知識、技術、技能の現況からも、歩踏み出さねばならないからである。今日、人工の変化は加速し過ぎているように見える。それに比べて、育成管理という視点に立って自然の変化を評価する方向へ踏み出す状況はいまだすくない。
現在の社会では、人工の変化はめまぐるしく起こっている。例えばそれは商品・製品の変化である。それによる増価は確かにあるだろうがしかし、それは商品自体の大きさが増すといった形での増価ではなく商品の変化は変化のための変化であってそれに比べると、自然の変化は変化しないための変化である。
ここでいう造園の増価への変化とは、自然の変化である。例えば、成長する植物の変化が見せてくれる豊かな美しさである人為的な技術や技巧はただこの自然の変化の美しさを導くことに限って用いられる。このような技術は実はいまだあまり発達していないのであり、それは審美的能力の高い科学者によってのみ達成しうる技術だからである。

## 維持管理産業
いくつかの民間調査会社は、ランドスケープの維持管理が$ 770億の業界であると推定しており、北米では2016年2月時点で100万人近くの従業員が企業のために延べ40万件ほどの維持管理に従事している 
米国労働統計局（BLS）は、2015年5月に統計グループ37-3011「造園作業員」が895,600、年間平均賃金は25,030ドルであると推定した。  BLSは次のように述べている「労働者は通常、芝生の敷設、刈り取りや植え付け、散水、施肥、掘削、掻き出し、散水設備の設置およびモルタルレスセグメント設置、コンクリート組積造壁ユニットの製造方法などのさまざまな作業に従事している。 